# Fosfonium
Fosfonium je označení víceatomových kationtů s obecným vzorcem PR +
4  (R jsou alkylové nebo arylové skupiny či halogeny). Jejich molekuly mají tetraedrický tvar a většinou jsou bezbarvé.

## Druhy fosfoniových kationtů

### Fosfoniový kation
„Základním“ fosfoniovým iontem je PH +
4 . K jeho solím patří například jodid fosfonia (PH +
4 I−). Soli tohoto iontu se využívají zřídka; jsou mimo jiné meziprodukty při přípravě tetrakis(hydroxymethyl)fosfoniumchloridu, který se používá v chemickém průmyslu:
PH3 + HCl + 4 CH2O → P(CH2OH) +
4 Cl−

### Protonované organofosfiny
Řada fosfoniových solí se připravuje protonací primárních, sekundárních i terciárních fosfinů:
PR3 + H+ → HPR +
3 
Fosfiny s alkylovými skupinami bývají silnějšími zásadami než fosfiny, na které jsou navázány arylové skupiny.

### Organické fosfoniové ionty
Nejběžnějším druhem fosfoniových iontů jsou ty, které mají na atom fosforu navázané organické funkční skupiny. Ke kvaternárním fosfoniovým kationtům patří mimo jiné tetrafenylfosfonium (C6H5)4P+ a tetramethylfosfonium (CH3)4P+.

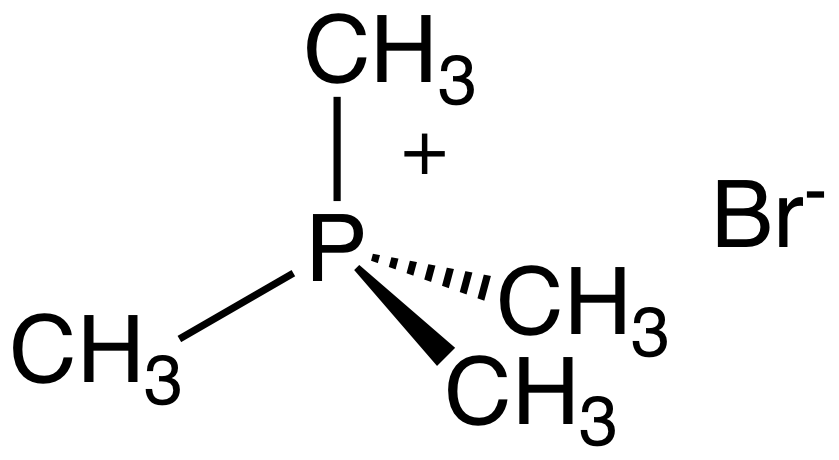
Tetramethylfosfoniumbromid

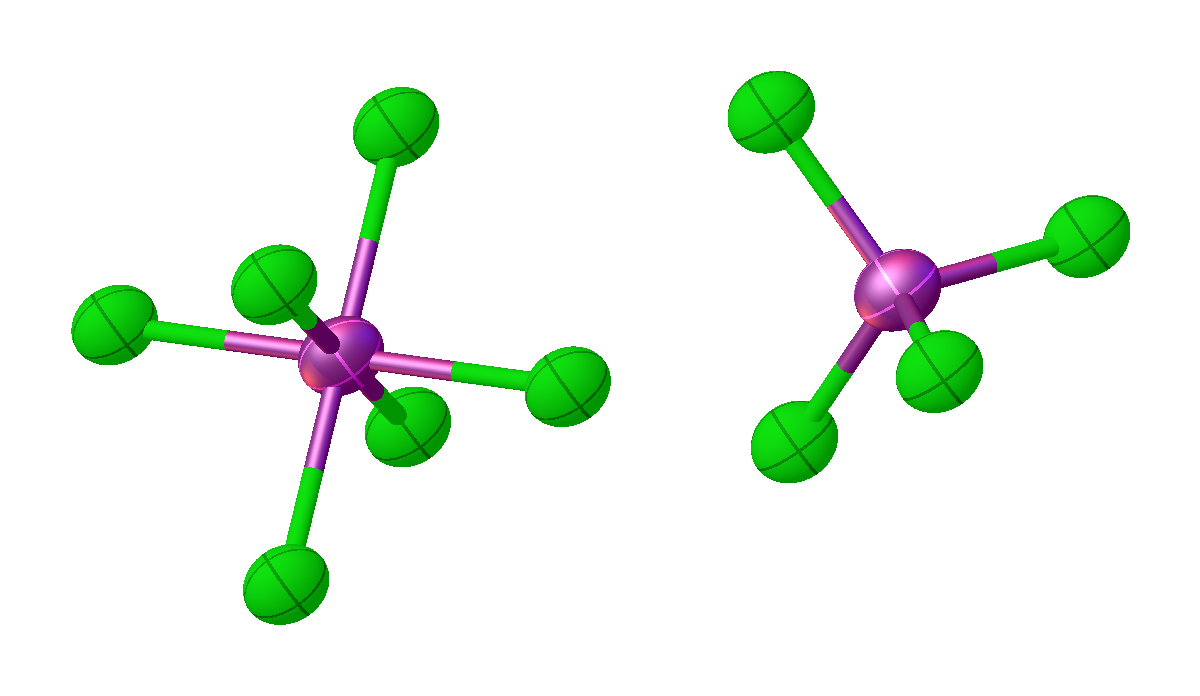
Struktura chloridu fosforečného v pevném skupenství znázorňující jeho autoionizaci

Kvaternární fosfoniové kationty (PR +
4 ) se připravují alkylací organických derivátů fosfanu; například reakcí trifenylfosfinu s jodmethanem vzniká methyltrifenylfosfoniumjodid, používaný jako prekurzor Wittigových reaktantů.
P(C6H5)3 + CH3I → [CH3P(C6H5)3]+I−

### Chlorid fosforečný a odvozené halogenfosfoniové sloučeniny
Pevný chlorid fosforečný je iontová sloučenina se vzorcem PCl +
4 PCl -
6  a tedy v podstatě sůl tetrachlorfosfoniového kationtu. Ve zředěných roztocích disociuje podle této rovnice:
PCl5 ⇌ PCl +
4  + Cl−
Trifenylfosfindichlorid ((C6H5)3PCl2) se může, v závislosti na použitém rozpouštědlu, vyskytovat jak ve fosforanové formě, tak i jako chlortrifenylfosfoniumchlorid. Jeho vlastnosti jsou podobné jako u PCl5. V polárních rozpouštědlech je přítomen jako iontová sloučenina (P(C6H5)3Cl)+Cl− v nepolárních rozpouštědlech jako kovalentní molekula s trigonální bipyramidovou geometrií.

## Použití

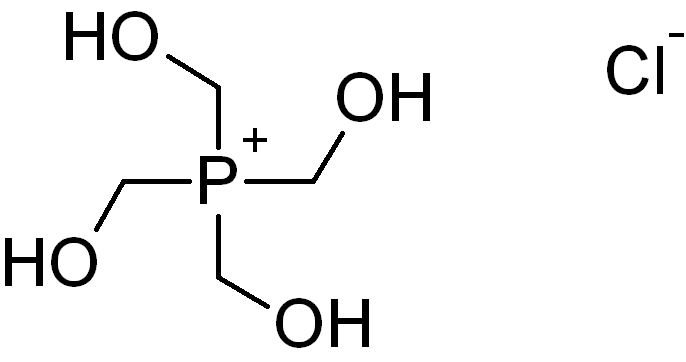
Tetrakis(hydroxymethyl)fosfoniumchlorid se používá v textilním průmyslu.

Tetrakis(hydroxymethyl)fosfoniumchlorid (THPC) se využívá v textilním průmyslu při výrobě tkanin odolných vůči pomačkání a schopných zpomalovat hoření. THPC reaguje s močovinou, která kondenzuje s jeho hydroxylovými skupinami, přičemž se vytváří struktura podobná fosfinoxidu.

### Katalyzátory a srážecí činidla
Organické fosfoniové kationty jsou lipofilní a mohou být použity jako katalyzátory fázového přenosu podobně jako kvartérní amoniové soli.
Tetrafenylfosfoniový kation (P(C6H5) +
4 ) lze použít jako účinné srážecí činidlo.

### Reaktanty v organické syntéze
V organické syntéze se používají Wittigovy reaktanty, které se připravují z fosfoniových solí získávaných deprotonací alkylfosfoniových solí pomocí silných zásad, jako jsou například butyllithium a amid sodný:
[(C6H5)3P+CH2R]X− + C4H9Li → (C6H5)3P=CHR + LiX + C4H10
Jedním z nejjednodušších ylidů je methylentrifenylfosforan ((C6H5)3P=CH2).
V Kirsanovově reakci se jako reaktanty používají sloučeniny s obecným vzorcem (C6H5)PX2 (kde X je Cl nebo Br).
Při Kinnearově–Perrenově reakci se připravují alkylfosfonyldichloridy (RP(O)Cl2) a alkylfosfonátové estery (RP(O)(OR')2). Alkylací chloridu fosforitého za přítomnosti chloridu hlinitého se tvoří alkyltrichlorfosfoniové soli, využívané při této reakci jako meziprodukty.
RCl + PCl3 + AlCl3 → [RPCl3]+AlCl4−